# 이일화
이일화(李壹花, 1971년 1월 29일 ~ )는 대한민국의 배우다.

## 생애
이일화는 1971년 경상북도 영양군에서 2녀 중 장녀로 출생한 그녀는 부산광역시에서 유년시절을 보낸적이있다.
1992년 SBS 2기 공채 탤런트 시험에 합격을 하여 연예계에 입문하였고, SBS 월화 드라마 《금잔화》에 출연을 하였고, 이어 MBC 일요 아침 드라마 《한지붕 세가족》에도 출연을 하였으며, 같은해 SBS 공채 2기 탤런트로 정식 데뷔했다. SBS 월화 드라마 《금잔화》의 주제곡 작곡가 (강인원) - 출연자 (본인)로 만나 인연을 맺었던 가수 강인원과 1996년 결혼했으나 혼인신고를 올리지 않은 데다 나이 차로 인한 갈등으로 1997년 초 이혼하였다. 1999년 초 연하의 음반업계 종사자와 두 번째 결혼을 하면서 같은해 4월 종영된 KBS 1TV TV소설 《은아의 뜰》을 끝으로 오스트레일리아로 어학연수를 떠나며 재충전의 시간을 보냈지만 성격차이로 두번째 이혼을 하였다. 2002년 1월 귀국한 후 2002년 7월 MBC 단막극 《MBC 베스트극장 - 베일 속의 키스》로 복귀하였으나 연속극으로 치자면 그 해 11월 시작된 ITV 월 ~ 목 9시 30분 일일 드라마 《해바라기 가족》을 통해 3년 8개월 만에 복귀했다.

## 학력
- 1978년 ~ 1984년 신평초등학교 (졸업)
- 1984년 ~ 1987년 사하여자중학교 (졸업)
- 1987년 ~ 1990년 동주여자상업고등학교 (졸업)
- 2005년 ~ 2010년 한성디지털대학교 사회복지학과 (졸업)
- 2010년 ~ 2012년 경희대학교 경영대학원 문화예술경영학과 (졸업)

## 경력
- 1992년 SBS 공채 2기 탤런트
- 2014년 제21회 광주세계김치문화축제 홍보대사
- 2015년 지구촌나눔운동 홍보대사
- 2016년 제13회 서울국제사랑영화제 홍보대사
- 2016년 서울특별시 홍보대사
- 2016년 영양군 홍보대사

## 출연 작품

### 드라마
- 1992년 SBS 월화 드라마 《금잔화》
- 1992년 SBS 소설극장 《해빙기의 아침》
- 1992년 MBC 일요 아침 드라마 《한지붕 세가족》 - 무용 선생 역
- 1995년 KBS 1TV 일일 연속극 《하늘 바라기》 - 고혜련 역
- 1995년 KBS 2TV 수목 미니시리즈 《바람의 아들》 - 임수연 역
- 1995년 SBS 아침 드라마 《엘레지》
- 1995년 MBC 창사 특집극 《찬품단자》 - 용덕 역
- 1996년 KBS 2TV 설날 특집극 《검》 - 한월 역
- 1996년 MBC 주말 연속극 《위험한 사랑》 - 진숙 역
- 1996년 KBS 2TV 단막극 《KBS 드라마게임 - 천상의 사랑》
- 1997년 HBS 주간 드라마 《사위별곡》 - 명진 역
- 1997년 KBS 2TV 일요 아침 드라마 《오늘은 왠지》
- 1997년 MBC 아침 드라마 《사랑과 이별》 - 은하영 역
- 1997년 KBS 2TV 주말 연속극 《아씨》 - 은실 역
- 1998년 KBS 1TV TV소설 《은아의 뜰》
- 2002년 MBC 단막극 《MBC 베스트극장 - 베일 속의 키스》 - 섬유예술가 윤서 역
- 2002년 KBS 2TV 추석 특집극 《첨성대의 달》 - 민숙 역
- 2002년 ITV 일일 드라마 《해바라기 가족》 - 강주영 역
- 2003년 SBS 대하 드라마 《야인시대》 - 이영숙 역
- 2003년 KBS 1TV 단막극 《KBS TV 문학관 - 향기로운 우물 이야기》 - 강수지 역
- 2003년 SBS 아침 드라마 《이브의 화원》 - 루비 역
- 2004년 EBS 1TV 어린이 드라마 《깡순이》 - 강순의 생모, 은수 역
- 2005년 SBS 아침 드라마 《여왕의 조건》 - 혜란 역
- 2005년 KBS 2TV 단막극 《KBS 드라마시티 - 두 번째 첫사랑》 - 경희 역
- 2005년 SBS 창사 15주년 대하 드라마 《서동요》 - 서동 모, 연가모 역
- 2005년 KBS 1TV 일일 연속극 《별난여자 별난남자》 - 이옥두 역
- 2005년 MBC 창사 특집극 《직지》
- 2006년 MBC 단막극 《MBC 베스트극장 - 당신만을 사랑해?》 - 희영 역
- 2007년 MBC 단막극 《MBC 베스트극장 - 드리머즈》 - 정민경 역
- 2007년 KBS 2TV 아침 드라마 《사랑해도 괜찮아》 - 영화 역
- 2007년 MBC 월화 드라마 《히트》 - 김미자 역 (특별 출연)
- 2007년 MBC 수목 드라마 《커피프린스 1호점》 - 미숙 역
- 2007년 OCN 화요 미니시리즈 《메디컬 기방 영화관》 - 계월 역
- 2008년 SBS 드라마 스페셜 《일지매》 - 겸이 생모, 한씨 부인 역
- 2008년 KBS 2TV 일일 연속극 《돌아온 뚝배기》 - 윤가영 역
- 2008년 KBS 2TV 아침 드라마 《아내와 여자》 - 채여진 역
- 2009년 KBS 2TV 납량 특집 드라마 《2009 전설의 고향 - 가면귀》 - 정씨 부인 역
- 2009년 MBC 수목 미니시리즈 《맨땅에 헤딩》 - 맹금희 역
- 2010년 SBS 드라마 스페셜 《산부인과》 - 유정주 역 (특별 출연)
- 2010년 SBS 드라마 스페셜 《검사 프린세스》 - 하정란 역
- 2010년 MBC 일일 연속극 《황금물고기》 - 문정원 역
- 2010년 KBS 2TV 청소년 드라마 《정글피쉬 2》 - 이라이 모 역
- 2011년 SBS 월화 미니시리즈 《마이더스》 - 강인숙 역
- 2011년 KBS 2TV 장애인의 날 특집극 《그대로도 괜찮아》 - 김 선생님 역
- 2011년 OCN 토요 미니시리즈 《신의 퀴즈 2》 - 황규리 역
- 2011년 MBC 수목 미니시리즈 《넌 내게 반했어》 - 송지영 역
- 2011년 JTBC 개국 특집 수목 미니시리즈 《발효가족》 - 정금주 역
- 2012년 채널A 단막극 《해피앤드 101가지 부부이야기 - 죽어야 사는 남자》 - 정자 역
- 2012년 채널A 단막극 《해피앤드 101가지 부부이야기 - 내 어머니, 당신 어머니》 - 지영 역
- 2012년 MBC 주말 특별기획 드라마 《신들의 만찬》 - 송연우 친모 역
- 2012년 KBS 2TV TV소설 《사랑아 사랑아》 - 최명주 역
- 2012년 tvN 화요 미니시리즈 《응답하라 1997》 - 성시원 모, 이일화 역
- 2012년 KBS 2TV 주말 연속극 《내 딸 서영이》 - 방심덕 역
- 2013년 SBS 월화 미니시리즈 《야왕》 - 홍안심 역
- 2013년 SBS 일일 드라마 《못난이 주의보》 - 나인숙 역
- 2013년 SBS 월화 대기획 드라마 《황금의 제국》 - 윤희 역
- 2013년 tvN 금토드라마 《응답하라 1994》 - 성나정 모, 이일화 역
- 2013년~2014년 SBS 드라마 스페셜 《별에서 온 그대》 - 한선영 역
- 2014년 KBS 1TV 대하 드라마 《정도전》 - 신덕왕후 강씨 역
- 2014년 tvN 목요 드라마 《식샤를 합시다》 - 현광석 어머니 역
- 2014년 SBS 월화 드라마 《닥터 이방인》 - 이미숙 역 (특별 출연)
- 2014년 SBS 주말힐링극장 《모던파머》 - 윤혜정 역
- 2014년 tvN 아침 드라마 《가족의 비밀》 - 고태희 역
- 2015년 KBS 2TV 금요 드라마 《오렌지 마말레이드》 - 강민하 / 양평댁 역
- 2015년 네이버TV 웹 드라마 《로스:타임:라이프》 (웹 드라마) - 혜숙 역
- 2015년 MBC 수목 드라마 《그녀는 예뻤다》 - 한정혜 역
- 2015년 tvN 금토 드라마 《응답하라 1988》 - 이일화 역
- 2016년 네이버TV 웹 드라마 《초코뱅크》 (웹 드라마) - 박정자 역
- 2016년 KBS 2TV 수목 드라마 《마스터 - 국수의 신》 - 고강숙 역
- 2016년 MBC 주말 드라마 《불어라 미풍아》 - 주영애 역
- 2016년 KBS 2TV 단막극 《KBS 드라마 스페셜 - 즐거운 나의 집》 - 김미경 역
- 2017년 KBS 2TV 수목 미니시리즈 《김과장》 - 장유선 역
- 2017년 MBC 주말 드라마 《밥상 차리는 남자》 - 정화영 역
- 2017년 KBS 2TV 월화 드라마 《마녀의 법정》 - 곽영실 역
- 2018년 MBC 일일 드라마 《비밀과 거짓말》 - 오연희 역
- 2018년 KBS 2TV 단막극 《KBS 드라마 스페셜 - 엄마의 세 번째 결혼》 - 오은영 역
- 2019년 oksusu 웹 드라마 《너 미워! 줄리엣》 (웹 드라마) - 공두심 역
- 2019년 tvN 수목 드라마 《그녀의 사생활》 - 공은영 역
- 2020년 채널A 금토 드라마 《거짓말의 거짓말》 - 김호란 역
- 2020년 KBS 2TV 저녁 일일 드라마 《비밀의 남자》 - 윤수희 / 서지숙 역
- 2021년 KBS 1TV 장애인의 날 특집극 《나의 너에게》 - 지영 역
- 2021년 tvN D 웹 드라마 《인생덤 그녀》 (웹 드라마) - 천만리 역
- 2021년 tvN 목요 드라마 《슬기로운 의사생활 2》 - 장겨울 모 역 (특별 출연)
- 2021년 KBS 2TV 주말 드라마 《신사와 아가씨》 - 애나 킴 / 김지영 역
- 2021년 KBS 2TV 월화 드라마 《연모》 - 대왕대비 역
- 2022년 tvN 수목 드라마 《이브》 - 장문희 역
- 2024년 KBS 2TV 주말 드라마 《미녀와 순정남》- 장수연 역
- 2024년 JTBC 토일 드라마 《닥터 슬럼프》 - 여정우의 어머니 역
- 2024년 tvN 월화 드라마 《손해 보기 싫어서》 - 선정아 역
- 2024년 쿠팡플레이 오리지널 드라마 《사랑 후에 오는 것들》 - 이영숙 역
- 2025년 채널A  토일 드라마  《여행을 대신해 드립니다》 - 안 사장 역
- 2025년 KBS2  일일 드라마  《친밀한 리플리》 -미정

### 시트콤
- 2013년 KBS 2TV 일일 시트콤 《일말의 순정》 - 차우석 애인 역

### 영화
- 1994년 《그리움엔 이유가 없다》 - 윤수진 / Y 역
- 2008년 《날나리 종부전》 - 당숙모 역
- 2008년 《로맨틱 아일랜드》 - 이연숙 역
- 2009년 《반두비》 - 은주 역
- 2014년 《패션왕》 - 우기명 모 역
- 2015년 《탐정: 더 비기닝》 - 노태수 형사 아내 역 (특별 출연)
- 2016년 《로맨틱 보스》 (한중 합작) (웹 영화)
- 2017년 《원라인》 - 영희 역
- 2017년 《아빠는 딸》 - 엄마 역
- 2018년 《천화》 - 윤정 역
- 2018년 《탐정: 리턴즈》 - 이미숙 역
- 2019년 《기방도령》 - 노년 해원 역
- 2021년 《구라, 베토벤》 - (특별 출연)
- 2022년 《우아한 여인》
- 2022년 《나를 죽여줘》 - 수원 역
- 2023년 《카운트》 - 구도순 역 (특별출연)
- 2024년 《로기완》 - 정주 역

### 연극
- 2006년 《헬렌 켈러》 - 앤 설리반 역 (2006.04.18~2006.04.22)
- 2007년 《연인들의 유토피아》 - 그녀 역 (2007.06.12~2007.08.12)
- 2010년 《달님은 이쁘기도 하셔라》 - 아나봐 고 역 (2010.12.18~2011.01.30)
- 2016년 《민들레 바람되어》 - 오지영 역 (2016.07.01~2016.09.18)
- 2016년 《민들레 바람되어》 - 오지영 역 (2016.10.01)
- 2016년 《민들레 바람되어》 - 오지영 역 (2016.10.08)
- 2016년 《민들레 바람되어》 - 오지영 역 (2016.11.12)
- 2016년 《민들레 바람되어》 - 오지영 역 (2016.12.24)
- 2019년 《루터》 - 카타리나 역 (2019.02.20~2019.03.01)

### 뮤지컬
- 1996년 《아가씨와 건달들》 - 사라 브라운 역 (1996.07.05~1996.07.31)
- 1996년 《아가씨와 건달들》 - 사라 브라운 역 (1996.08.02~1996.10.06)
- 1996년 《아가씨와 건달들》 - 사라 브라운 역 (1996.10.31~1996.11.21)
- 1997년 《아가씨와 건달들》 - 사라 브라운 역 (1997.02.15~1997.02.16)

### 뉴스
- 2016년 YTN 《YTN 뉴스나이트》 - 〈공감토크〉 - 출연자 (2016.02.05)

### 교양
- 1997년 KBS 1TV 《TV는 사랑을 싣고》 - 게스트 (1997.03.21)
- 2014년 SBS 《좋은 아침》 - 인터뷰 (2014.02.26)
- 2022년 CGN 《연말 특집 다큐 - 시골 목사 전원일기》 - 내레이션 (2022.12.25)

### 예능
- 1994년 MBC 《출발 비디오 여행》 - MC
- 1994년 KBS 2TV 《생방송 게임천국》 - 게스트
- 1995년 KBS 2TV 《토요일 7시가 좋다》 - MC
- 1996년 KBS 2TV 《가족오락관》 - 게스트 (1996.02.14)
- 2004년 KBS 1TV 《가족오락관》 - 게스트 (2004.10.23)
- 2004년 MBC 《일밤》 - 〈브레인 서바이버〉 - 게스트 (2004.10.31)
- 2016년 TvN 《현장토크쇼 TAXI》 - 게스트 (2016.02.02~2016.02.16)
- 2016년 SBS 《한밤의 TV연예》 - 인터뷰 (2016.02.24)
- 2020년 SBS 《런닝맨》 - 게스트 (2020.03.22)
- 2022년 KBS 2TV 《불후의 명곡 - 전설을 노래하다》 - 게스트 (2022.03.05)
- 2022년 MBC 《황금어장 라디오스타》 - 게스트 (2022.12.21)

### 광고
- 1995년 한독약품 더마톱 - 감추고 싶다
- 1997년 남전식품 양념나라 - 집들이
- 2014년 농심 농심 떡국면 - 이태리 사람은 스파케티 한국 사람은 농심 떡국면 (With 성동일)
- 2014년 동국제약 훼라민Q - 더워 너 갱년기 아니니? (With 이혜정)
- 2014년 동국제약 훼라민Q - 아 지긋지긋한 갱년기 (With 이혜정)
- 2014년 농심 사골 떡국면 - 사골 떡국면이 준비됐습니다 (With 성동일)
- 2015년 동국제약 훼라민Q - 유럽 여성들은 갱년기를 어떻게 극복할까요?
- 2016년 삼성생명보험 컨설턴트 - 좀 커서 알게됐죠
- 2016년 풀무원 이씰린 스킨케어
- 2016년 동국제약 훼라민Q - 훼라민Queen 모델 1기 장은희
- 2016년 동국제약 훼라민Q - 설레보고 싶었어요
- 2016년 동국제약 훼라민Q - 훼라민Queen 모델 1기 이시라
- 2016년 중앙선거관리위원회 제20대 국회의원 선거 - 응답하라 4000만 편 (With 혜리)
- 2016년 팔도 팔도 비빔면 - 30년을 먹는데 어찌이리 한결같이 맛있노 (With 라미란, 김선영)
- 2017년 동국제약 훼라민Q - 갱년기 몸의 변화엔
- 2017년 서울특별시 서울로 7017 - 찻길에서 사람길로 편
- 2017년 동국제약 훼라민Q - 갱년기 믿고 시작하세요

## 수상 및 후보
| 연도 | 시상식                      | 부문                            | 작품                                        | 결과 |
| ---- | --------------------------- | ------------------------------- | ------------------------------------------- | ---- |
| 2014 | SBS 연기대상                | 중편 드라마부문 여자 특별연기상 | 《모던파머》                                | 후보 |
| 2017 | 제10회 코리아 드라마 어워즈 | 여자 우수연기상                 | 《김과장》                                  | 수상 |
| 2017 | KBS 연기대상                | 여자 조연상                     | 《김과장》 《마녀의 법정》                  | 수상 |
| 2018 | MBC 연기대상                | 연속극부문 여자 최우수연기상    | 《비밀과 거짓말》                           | 후보 |
| 2018 | KBS 연기대상                | 여자 연작·단막극상              | 《KBS 드라마 스페셜 - 엄마의 세 번째 결혼》 | 수상 |
| 2021 | KBS 연기대상                | 여자 조연상                     | 《신사와 아가씨》                           | 후보 |